# Ömer Kılıç
Ömer Kılıç (Ordu, 24 dicembre 1971) è un ex calciatore turco, di ruolo difensore.

## Carriera
Inizia la carriera da professionista all'Orduspor per poi vestire le maglie di Bursaspor, Dardanelspor e Şanlıurfaspor totalizzando 357 presenze e 7 marcature.
Vanta 2 presenze nella Nazionale turca ottenute nel 1995, all'epoca in forza al Bursaspor.